# Cuscuta victoriana
Cuscuta victoriana är en vindeväxtart som beskrevs av Truman George Yuncker. Cuscuta victoriana ingår i släktet snärjor, och familjen vindeväxter. Inga underarter finns listade i Catalogue of Life.